# Still Woozy
Sven Eric Gamsky (* 24. Juni 1992 in Oakland, Kalifornien), bekannter unter seinem Pseudonym Still Woozy, ist ein US-amerikanischer Sänger der Genres Indie-Pop  oder „Psychedelic Bedroom Pop“. Er selbst schreibt seinem Stil keine genaue Musikrichtung zu. Er veröffentlicht auf dem Musiklabel Interscope Records.

## Leben
Sven Gamsky ist der Sohn eines Arztes und einer Krankenschwester, auch seine beiden älteren Brüder sind Ärzte. Sven wollte dagegen immer etwas anderes als seine Familie tun. Er wuchs auf in Moraga in der Bay Area, Kalifornien, besuchte die Campolindo High School und studierte anschließend bis 2015 an der University of California in Santa Cruz klassische Gitarre und „Electronic Music“.

## Karriere
Seit er 13 Jahre alt war, nimmt Sven Gamsky eigene Musik auf. Seitdem spielte und sang er in Bands, in der High School in einer Reggae Band, danach von 2011 bis 2016 in einer Band namens „Feed Me Jack“. Anschließend begann er, an seinem Soloprojekt „Still Woozy“ zu arbeiten, um dann am 17. April 2017 seine erste Single unter diesem Namen zu veröffentlichen. Er produziert, schreibt, singt und veröffentlicht seine Songs größtenteils alleine, da ihm die Kontrolle über seine eigene Musik sehr wichtig ist.

## Diskografie

### Album
- If This Isn't Nice, I Don't Know What Is (2021)

### EP
- Lately (2019)

### Singles
- Vacation (2017)
- Cooks (2017)
- Wolfcat (2017)
- Goodie Bag (2017, UK: Silber, US: Platin)[11]
- Lucy (2018)
- Wait (2019)
- Habit (2019, US: Gold)
- Window (2020)
- BS (2020)
- Rocky (2021)[12]
- Kenny (2021)
- That's Life (2021)
- Get Down (2021)
- Hush (Still Woozy Remix) (2021)